# Haiku

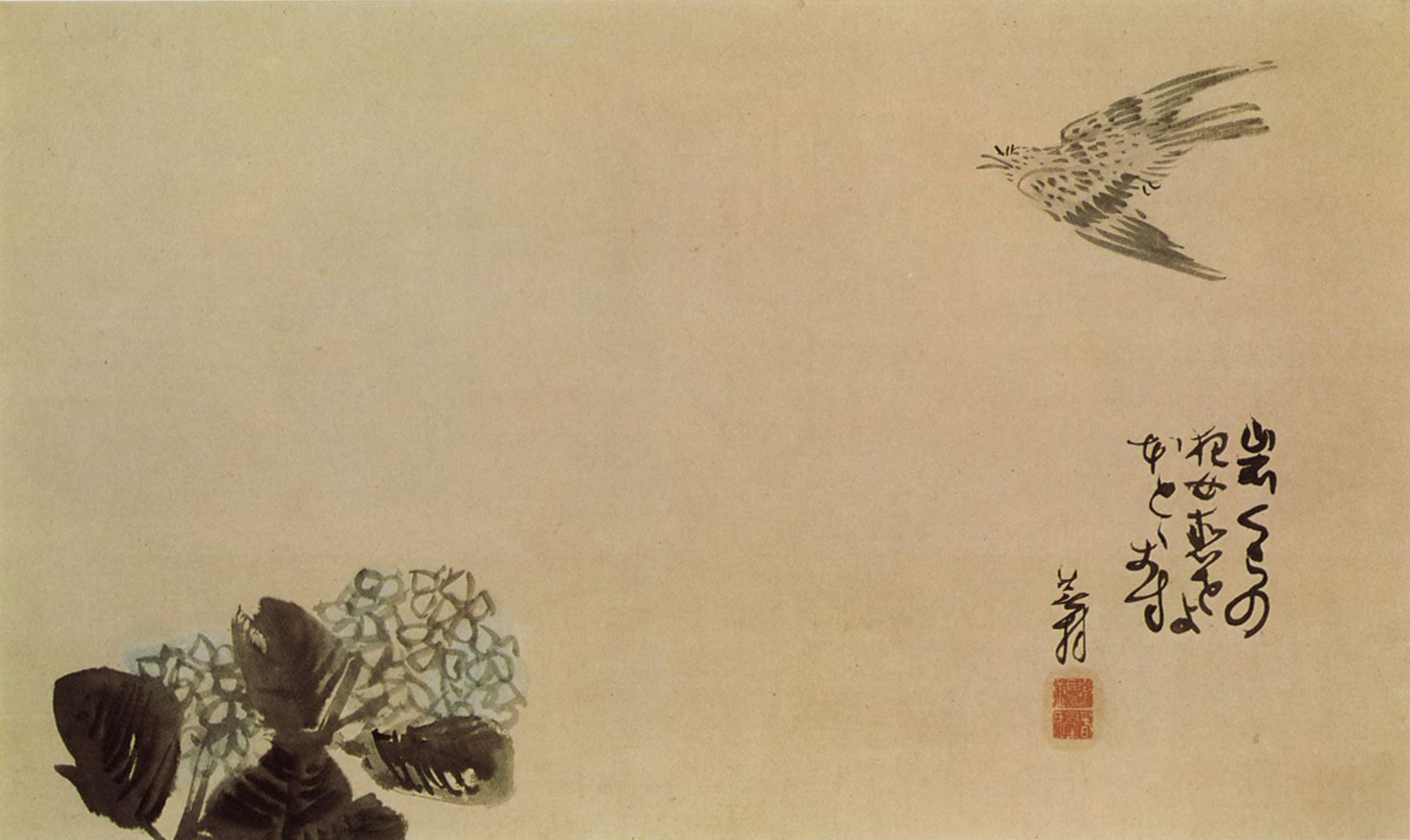
Haiku i obraz Yosy Busona

Haiku (jap. 俳句 haiku; nazywane też hokku, haikai) – japońska forma poetycka reprezentatywna dla okresu Edo (1603–1868).

## Nazwa
Choć współcześnie pojęcia haiku, hokku i haikai stosowane są wymiennie, ich znaczenia różnią się. Haikai (dosł. żart; skrót od haikai no renga – żartobliwa pieśń wiązana) to dłuższy utwór składający się z kilkunastu do kilku tysięcy wersów. Pierwszy wers nosi nazwę hokku (dosł. wers wyjściowy) i nazwy tej używa się w odniesieniu do pierwszego wersu każdej pieśni wiązanej, nie tylko haikai. Natomiast haiku powstało z wyodrębnienia pierwszego wersu haikai jako samodzielnego utworu (innymi słowy hokku z haikai samo stało się utworem), stąd nazwa haiku – żartobliwy wers. Znaczenia haikai i hokku zawierają też znaczenie haiku, ale nie odwrotnie.

## Powstanie
Twórcą haiku jest Matsuo Bashō. W Japonii okresu Edo komponowanie poezji należało do rozrywek osób wykształconych, dlatego także Bashō komponował wiersze w najpopularniejszym wówczas stylu haikai na spotkaniach towarzyskich oraz notował wierszem wrażenia w swoim dzienniku. Wers wyjściowy haikai no renga – żartobliwej pieśni wiązanej jest najważniejszą częścią utworu, ponieważ określa jego tematykę i nastrój. Proces kompozycji wyglądał następująco:
- układano hokku o liczbie sylab: 5 + 7 + 5 (pisanych w jednej linijce)
- odpowiedzią na to było waki (dosł. kolejny wers) o liczbie sylab 7 + 7 (również w jednej linijce)
- w powyższy sposób powstawała pierwsza zwrotka
- analogicznie komponowano kolejne zwrotki.

Najczęściej pieśni wiązane komponowane były grupowo jako rozrywka towarzyska. Wers wyjściowy układała osoba najbardziej poważana w towarzystwie, po czym każdy uczestnik po kolei wymyślał następny wers, a całość była notowana. Matsuo Bashō chciał w swoich pamiętnikach szybko zanotować chwilowe wrażenia, jakich doświadczał, dlatego zaczął spisywać tylko wersy wyjściowe haikai (można ten sposób notowania myśli porównać do Lapidariów Kapuścińskiego), by ostatecznie dojść do wniosku, że mogą być samodzielną formą poetycką.
Słowo haikai oznacza żart i rzeczywiście pierwsze utwory haikai no renga, ze względu m.in. na użycie języka kolokwialnego były żartobliwe i lekkie w porównaniu z klasyczną poezją tanka, jednak poziom żartu różnił się w zależności od twórcy. Haikai wśród ogółu stało się medium treści wulgarnych, ale wybitni poeci tego nurtu posługiwali się inteligentnym humorem. Matsuo Bashō natomiast odrzucił humor na rzecz impresji, wzruszenia, kontemplacji przyrody.
Do najwybitniejszych twórców haiku zalicza się następujących poetów: Matsuo Bashō (1644-1694), Yosa Buson (1716-1783), Kobayashi Issa (1763-1828), Masaoka Shiki (1867-1902).

## Struktura kompozycji
Haiku składa się z 17 sylab podzielonych na trzy części znaczeniowe po 5, 7 i 5 sylab. Oryginalne haiku pisane po japońsku składa się z jednej ciągłej linijki, a podział na trzy wersy stosuje się tylko w transliteracji tekstu japońskiego oraz w utworach w językach innych niż japoński. Ponadto poeci piszący w innych językach, ze względu na ich odmienną budowę, często nie stosują japońskiego metrum, zachowując jednak ducha tej sztuki. Na przykład Czesław Miłosz przełożył (na podstawie tłumaczeń z języka angielskiego) na język polski wybrane utwory klasycznego haiku, w których zachował tylko podział na trzy wersy.
Ważnymi elementami klasycznego haiku są:
- kigo – („słowo na temat pory roku”) odniesienie do pory roku
- kireji – („cięcie”) podział wiersza na dwie w pewnym stopniu niezależne części (w językach innych niż japoński zaznaczane myślnikiem, wykrzyknikiem etc.)

## Współczesne haiku

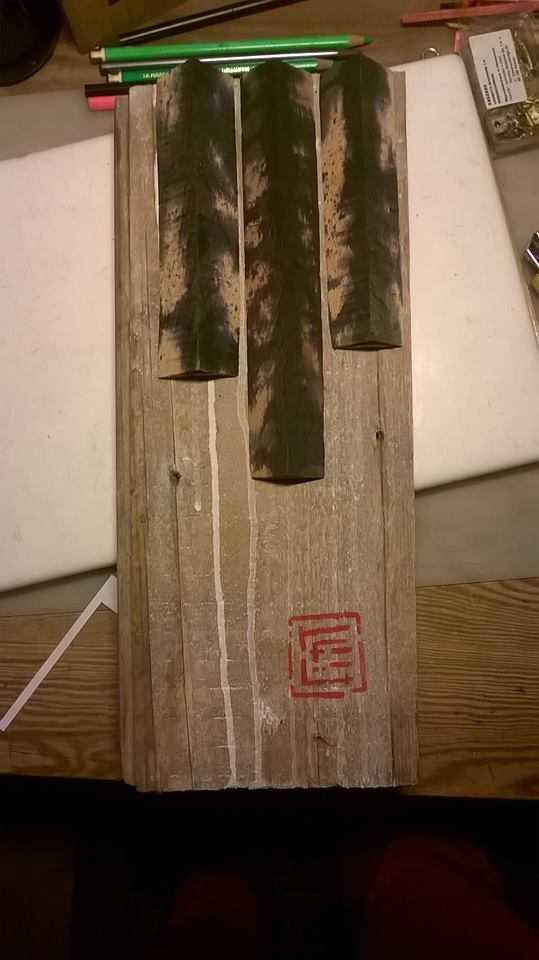
"Haiku" Witolda Szwedkowskiego, przykład haiku w poezji haptycznej

We współczesnej Japonii haiku jest nadal chętnie i powszechnie uprawianą formą poezji, co znajduje swój wyraz w programach telewizyjnych na temat haiku, wierszach czytelników publikowanych w gazetach codziennych lub w ogólnokrajowych konkursach haiku. Na przykład japońska firma Itoen produkująca herbatę marki Ōi Ocha organizuje doroczny konkurs haiku, w którym nagrodą, poza pieniędzmi, jest publikacja zwycięskich utworów na etykietach butelek z herbatą (przez cały rok). Do chwili obecnej przeprowadzono 19 edycji, od początku przyjmując zgłoszenia w językach japońskim i angielskim (przyznawana jest osobna nagroda dla haiku po angielsku).
Haiku jest związane z filozofią zen, która w sztuce zakłada operowanie paradoksem, subtelność, estetyczny minimalizm i wyzbycie się własnego ja. Najlepsze haiku często świadomie nie pozwalają na jakąkolwiek konkretną interpretację, a jednak pozostawiają w odbiorcy ulotne, refleksyjne odczucie, które chciał przekazać poeta.

## Haiku w Polsce
Mimo że haiku posiada swoje korzenie w kulturze japońskiej i uchodzi za gatunek literacki związany głównie z Japonią, w XX wieku przeżywało swój wielki boom na całym świecie.  
Największą popularnością cieszyło się w krajach anglojęzycznych, ale i w Polsce nastąpił bujny rozkwit tego typu miniatur poetyckich.  
W transferze haiku z kultury japońskiej do polskiej dużą rolę odegrała praca takich tłumaczy, jak Wiesław Kotański, Kamil Seyfried, Remigiusz Kwiatkowski, Aleksander Janta-Połczyński i Agnieszka Żuławska-Umeda. Pierwsze polskie haiku opublikował w 1979 roku Leszek Engelking. W latach 80. XX wieku do spopularyzowania i rozwoju haiku przyczynił się Janusz Stanisław Pasierb. Pod koniec XX i na początku XXI wieku znaczący udział w spopularyzowaniu haiku miało Wydawnictwo Miniatura – zarówno poprzez tłumaczenia (Marek Has, Andrzej Szuba, Ewa Tomaszewska), jak i poprzez twórczość rodzimych poetów. 
Do najbardziej znaczących polskich twórców haiku należą: Andrzej Dembończyk, Robert Drobysz, Leszek Engelking, Stanisław Grochowiak, Jerzy Harasymowicz, Agnieszka Herman, Wit Jaworski, Tomasz Jastrun, Robert Kania, Wojciech Kawiński, Hieronim Stanisław Kreis, Ryszard Krynicki, Krzysztof Kokot, Sylwester Milczarek, Czesław Miłosz, Aleksandra Olędzka-Frybesowa, Mariusz Parlicki, Janusz St. Pasierb, Norbert Skupniewicz, Jadwiga Stańczakowa, Andrzej Szuba, Ewa Tomaszewska, Wojciech Wiercioch, Mariusz Woźniak, Urszula Zybura. 
We wrześniu 2015 roku w Szaflarach koło Nowego Targu zostało powołane Polskie Stowarzyszenie Haiku.  

## Haiku tworzone elektronicznie
W pierwszej połowie stycznia 2008 brytyjski tygodnik popularnonaukowy New Scientist ogłosił, że dr Naoko Tosa (wykładowczyni Academic Center for Computing and Media Studies uniwersytetu w Kioto, Japonia), opracowała program komputerowy, który na podstawie trzech słów zaproponowanych przez użytkownika tworzy haiku, które następnie może być przez niego dopracowane. Program uczy się na tej podstawie jego preferencji, co wykorzystuje przy tworzeniu kolejnych utworów.